# 27e Match des étoiles de la Ligue nationale de hockey
Match précédent Match suivant
Le 27e Match des étoiles de la Ligue nationale de hockey fut tenu le 29 janvier 1974 dans le domicile des Blackhawks de Chicago, le Chicago Stadium. La conférence de l'Ouest remporta ce match par la marque de 6 à 4 aux dépens de la conférence de l'Est. L'étoile de la rencontre fut Garry Unger des Blues de Saint-Louis qui marqua le but gagnant et ce, en désavantage numérique en plus de récolter une mention d'assistance. L'attaquant des Canadiens de Montréal Frank Mahovlich établit ainsi un record en participant à son 15e Match des étoiles consécutif.

## Effectif

### Conférence de l'Ouest
- Entraîneur-chef : Billy Reay ; Black Hawks de Chicago.

Gardiens de buts
- 01 Bernard Parent ; Flyers de Philadelphie.
- 35 Tony Esposito ; Black Hawks de Chicago.

Défenseurs :
- 02 Bill White ; Black Hawks de Chicago.
- 03 Ed Van Impe ; Flyers de Philadelphie.
- 04 Dave Burrows ; Penguins de Pittsburgh.
- 05 Barclay Plager ; Blues de Saint-Louis.
- 14 Joe watson ; Flyers de Philadelphie.
- 26 Don Awrey ; Blues de Saint-Louis.

Attaquants :
- 06 Garry Unger, C ; Blues de Saint-Louis.
- 07 Pit Martin, C ; Black Hawks de Chicago.
- 08 Bill Goldsworthy, AD ; North Stars du Minnesota.
- 09 Al McDonough, AD ; Flames d'Atlanta.
- 10 Dennis Hull, AG ; Black Hawks de Chicago.
- 11 Jim Pappin, AD ; Black Hawks de Chicago.
- 12 Bob Berry, AG ; Kings de Los Angeles.
- 16 Bobby Clarke, C ; Flyers de Philadelphie.
- 17 Joey Johnston, AG ; Seals de la Californie.
- 18 Lowell MacDonald, AD ; Penguins de Pittsburgh.
- 21 Stan Mikita, C ; Black Hawks de Chicago.
- 22 Dennis Hextall, C ; North Stars du Minnesota.

### Conférence de l'Est
- Entraîneur-chef : Scotty Bowman ; Canadiens de Montréal.

Gardiens de buts :
- 01 Gilles Gilbert ; Bruins de Boston.
- 30 Dave Dryden ; Sabres de Buffalo.

Défenseurs :
- 02 Brad Park ; Rangers de New York.
- 03 Denis Potvin ; Islanders de New York.
- 05 Jocelyn Guevremont ; Canucks de Vancouver.
- 15 Larry Robinson ; Canadiens de Montréal.
- 18 Jim McKenny ; Maple Leafs de Toronto.
- 20 Dallas Smith ; Bruins de Boston.

Attaquants
- 06 Rick Martin, AG ; Sabres de Buffalo.
- 07 Phil Esposito, C ; Bruins de Boston.
- 08 Ken Hodge, AD ; Bruins de Boston.
- 09 Norm Ullman, C ; Maple Leafs de Toronto.
- 10 Bobby Schmautz, AD ; Canucks de Vancouver.
- 11 Red Berenson, C ; Red Wings de Détroit.
- 12 Yvan Cournoyer, AD ; Canadiens de Montréal.
- 14 Wayne Cashman, AG ; Bruins de Boston.
- 16 Henri Richard, C ; Canadiens de Montréal.
- 19 Ed Westfall, AD ; Islanders de New York.
- 21 Mickey Redmond, AD ; Red Wings de Détroit.
- 27 Frank Mahovlich, AG ; Canadiens de Montréal.

## Feuille de match
| No                                                                       | Score            | Équipe           | Buteur (Passeur(s))            | Temps            |                  |
| Première période                                                         | Première période | Première période | Première période               | Première période | Première période |
| ------------------------------------------------------------------------ | ---------------- | ---------------- | ------------------------------ | ---------------- | ---------------- |
| 1                                                                        | 0-1              | Est              | Mahovlich (Cournoyer - Ullman) | 3:33             |                  |
| 2                                                                        | 0-2              | Est              | Cournoyer (Ullman)             | 16:20            |                  |
| Pénalité : Martin (Ouest) trébuché 11:17                                 |                  |                  |                                |                  |                  |
| Deuxième période                                                         |                  |                  |                                |                  |                  |
| 3                                                                        | 1-2              | Ouest            | Berry (Mikita)                 | 5:59             |                  |
| 4                                                                        | 2-2              | Ouest            | McDonough (Clarke - MacDonald) | 13:55            |                  |
| 5                                                                        | 3-2              | Ouest            | MacDonald (Plager - Awrey)     | 19:07 AN         |                  |
| Pénalité : Hextall (Ouest) trébuché 7:42 ; Berenson (Est) trébuché 18:35 |                  |                  |                                |                  |                  |
| Troisième période                                                        |                  |                  |                                |                  |                  |
| 6                                                                        | 4-2              | Ouest            | Mikita (Unger - White)         | 2:25             |                  |
| 7                                                                        | 5-2              | Ouest            | Unger (White - Mikita)         | 7:54 DN          |                  |
| 8                                                                        | 5-3              | Est              | Potvin                         | 9:55             |                  |
| 9                                                                        | 5-4              | Est              | Redmond (Berenson)             | 14:55            |                  |
| 10                                                                       | 6-4              | Ouest            | P. Martin (Pappin)             | 19:13            |                  |
| Pénalité : Plager (Ouest) retenu 6:27                                    |                  |                  |                                |                  |                  |

Gardiens :
- Est : Gilbert (29:59), Dryden (29:37, est entré à 9:59 de la 2e période).
- Ouest : Parent (29:59), Esposito (30:01, est entré à 9:59 de la 2e période).

Tirs au but :
- Est (28) 08 - 08 - 12
- Ouest (35) 15 - 10 - 10

Arbitres : Art Skov
Juges de ligne : Matt Pavelich, Will Norris